# Thereva hirta
Thereva hirta är en tvåvingeart som beskrevs av Krober 1913. Thereva hirta ingår i släktet Thereva och familjen stilettflugor. Inga underarter finns listade i Catalogue of Life.